# Crawl Back In
Crawl Back In is een nummer van de Amerikaanse rockgroep Dead by Sunrise, een samenwerkingsverband van Linkin Parks Chester Bennington en Julien-K. Het werd als single van het debuutalbum Out of Ashes uitgebracht, dat op 13 oktober 2009 uit zal komen. Het nummer ging in de ochtend van 17 augustus op de Amerikaanse radio in première, werd om 14.00 Nederlandse tijd ter download beschikbaar gesteld op de Amerikaanse iTunes. Het nummer was oorspronkelijk bedoeld als de eerste single voor Noord-Amerika terwijl Let Down deze functie in Europa zou krijgen. Deze plannen zijn gewijzigd en Crawl Back In is nu de internationale leadsingle van het album.

## Muziek

### Thema
Het nummer gaat over de moeite die Bennington heeft gehad met zijn alcoholverslaving. Bennington zingt in het eerste refrein dat hij zichzelf in de spiegel niet meer herkent en ook stemmen in zijn hoofd hoort waarvan hij afvraagt waar deze vandaan komen en of deze van hem zijn. Met de titel wordt het gevoel bedoeld dat een persoon zich terug wil trekken van de wereld en niets van anderen aan wil nemen. "Het is een nummer over het gevoel alsof ik geen eigen identiteit heb en tegelijkertijd wens dat je nooit geboren was. Dit nummer ontstond uit de wanhoop dat je voelt als je aan iets verslaafd bent." Het thema dat in het nummer prominent is, lijkt op de thema's op Linkin Parks debuutalbum Hybrid Theory.

### Compositie
Het nummer klokt net over de drie minuten en begint met een gitaarriff met waarna de drums, de basgitaar en de ritmisch gitaar toegevoegd worden en een instrumentaal refrein spelen van vier maten. Hierna begint het eerste couplet van acht maten met de ritmisch gitaar eruit gehaald en de vocalen erbij. Hierna begint het refrein met een extra leadgitaar. Het tweede couplet begint met een verdubbelde lengte van het eerste couplet. Ook het eropvolgende refrein is verlengd met extra zinnen en melodische achtergrondzang. Een gitaarsolo in de brug van acht maten volgt en hierna worden Benningtons vocalen weer toegevoegd dat invloeit in het refrein. De outro bestaat uit de woorden "I wanna crawl back in" met het muziek van het refrein en het nummer eindigt met een "Hey!" kreet.

## Release
Het nummer werd op 4 juli 2009 in Las Vegas, Verenigde Staten voor het eerst live gespeeld, hetzij in een akoestische uitvoering. Als onderdeel van Linkin Parks set in hun Europese tour in de zomer van 2009 speelde Dead by Sunrise op enkele data een miniset van drie nummers. In de eerste show, die op 30 juli in Stuttgart, Duitsland was, debuteerde de band de volledig versterkte versie van het nummer. De eerste proshot van het nummer was tijdens het Sonisphere-concert geschoten.
Op 10 augustus was de eerste glimp van de studioversie op het internet te vinden. Webwinkel Amazon.com stelde een dertig seconde durende gedeelte van het nummer beschikbaar waarin een gedeelte van de brug te horen was. Op die dag stelde een ringtonewebsite een ander stukje beschikbaar. Het volledige nummer ging op 16 augustus 2009 in première op de MySpace van de band. De officiële Amerikaanse radiorelease was op 24 en 25 augustus, verschillend per radioformat. Dit gold voor de active en de mainstream rock- en de modern rockstations. Het nummer was een van de meest toegevoegde nummers op de Amerikaanse rockradiostations. De fysieke release in het Verenigd Koninkrijk stond gepland op 28 september 2009, maar werd verschoven naar 5 oktober.

## Tracklist
| Nr. | Titel                                             | Tekst         | Muziek                       | Duur  |
| --- | ------------------------------------------------- | ------------- | ---------------------------- | ----- |
| 1.  | Crawl Back In (studio version)                    | C. Bennington | C. Bennington, Howard Benson | 03:03 |
| 2.  | Crawl Back In (live op 30 juli 2009 in Stuttgart) | C. Bennington | C. Bennington, H. Benson     |       |
| 3.  | My Suffering (live op 30 juli 2009 in Stuttgart)  | C. Bennington | C. Bennington, H. Benson     |       |

## Videoclip
De opnames voor de bijbehorende videoclip begonnen in de week van 13 juli 2009. Hiernaast werd ook voor Let Down een clip back-to-back geschoten. Beiden hebben P.R. Brown als regisseur. Op 3 september werd de videoclip voor een korte periode op de MySpacepagina van de band geplaatst en kort daarna weer verwijderd. Op 8 september ging de videoclip officieel in première op MySpace.

## Medewerkers
Dead by Sunrise
- Chester Bennington — Vocalen
- Ryan Shuck — gitaar en achtergrondzang
- Amir Derakh — gitaar en synths
- Elias Andra — drums
- Brandon Belsky — basgitaar
- Anthony "Fu" Valcic — keyboard

Overig personeel
- Howard Benson — producer
- Mike Plotnikoff — opname
- Chris Lord-Alge — mixer in Mix LA
- Ken "Pooch" van Druten — opname livenummers
- Anthony "Fu" Valcic — mixer livenummers

 Chester Bennington · Ryan Shuck · Amir Derakh · Brandon Belsky · Elias Andra · Anthony "Fu" Valcic